# Televisão Suíça Romanda
A Televisão Suíça Romanda (TSR), sucessora da divisão  televisão da Radio Televisão Suíça Romanda (RTSR) que se chama agora Rádio televisão Suíça (RTS), é a secção de língua francesa do novo grupo SSR-SRG Idée Suisse [1].
Desde 1 de Janeiro de 2010 a nova estrutura da SSR-SRG absorveu as antigas designações que aparecem agora como   Rádio televisão Suíça (RTS).

## Programas
Além do noticiário das 12:45 e das 19:30 (ver aqui Programa TV), que aliás são transmitidos como noticiário da TV 5- Mundo , os melhores programas são:
- À Bon Entendeur - "Para quem saber ouvir", programa semanal para os consumidores; ABE
- Temps Présent - "Tempo presente", programa mensal sobre a actualidade Temps Présent
- Passe-moi les jumelles - "Empresta-me os binóculos", um documentário mensal sobre a vida actual ou passada em relação com a Suíça; Passe-moi les jumelles
- Nouvo - "Novidade", programa semanal sobre as novas tecnologias; Nouvo
- Infrarouge - um programa-debate semanal sobre assuntos nacionais Infrarouge
- TTC - "Todas as Taxas Incluídas", programa semanal que com um ar desenvolto explica ou fala de um aspecto financeiros TTC
- Mise Au Point - "Os pontos nos is", programa periódico que tenta dizer o que está certo ou errado; Mise Au Point